# Новый день (телесериал)
«Но́вый де́нь» (англ. «Day Break») — американский телевизионный сериал, транслировавшийся на канале ABC. Звезда сериала Тэй Диггз играет роль детектива Бретта Хоппера, которого ложно обвиняют в убийстве помощника окружного прокурора Альберто Гарса. Из-за временной петли Хоппер проживает один и тот же день снова и снова. Сюжет сериала вращается вокруг попыток Хоппера выяснить все обстоятельства загадочного убийства и найти того, кто его подставил.
Премьера сериала состоялась 15 ноября 2006 года. Быстро снижающийся рейтинг привел к тому, что шоу сняли с эфира 15 декабря того же года. На сайте ABC.com в свободный доступ выложен весь сериал, включая серии не показанные по телевидению.
Из-за проблем с правами на музыку, использованную в сериале, ABC не смогла сразу выложить все серии в online-доступ. 14 января 2007 года компания объявила, что оставшиеся эпизоды будут доступны к концу февраля. 29 января на ABC.com были размещены шесть эпизодов сериала, показывавшиеся в эфире телеканала, и ещё четыре новых эпизода. Эпизоды 11 и 12 были размещены в течение следующих двух недель.
Размещение тринадцатого (последнего) эпизода, которое изначально планировалось на 19 февраля, неоднократно откладывалось. Спустя 3 недели, 2 марта 2007 года, он был выложен в сети́. Было заявлено, что причиной задержки стали проблемы с авторскими правами на оригинальный саундтрек из финальной части эпизода.
Приблизительное количество зрителей сериала составляет 6,5 миллионов.

## Сюжет
Детектив из Лос-Анджелеса, Бретт Хоппер, «застрял» в повторяющемся снова и снова дне, в котором его ложно обвиняют в убийстве помощника окружного прокурора Альберто Гарса. Каждый день он все больше и больше узнаёт об обстоятельствах этого преступления. Хоппер должен оправдать себя, но его близкие также оказываются опутаны паутиной тайного заговора, ставящего под угрозу их жизни.
День может меняться из-за любого нового действия или решения Хоппера: бороться за своё оправдание или убегать от обвинений в убийстве… По меньшей мере ещё для одного человека, как и для Хоппера, этот день повторяется снова и снова, но его действия редко затрагивали детектива, пока они не начали вместе разбираться в загадках этого дня.
В то время как каждый эпизод может начаться с любого момента дня и содержать любое количество его повторений, Хоппер каждый день просыпается в 6:17 утра в постели у своей девушки Риты Шелтон. Хоппер помнит все события прошедших дней и полученные им раны не исчезают с наступлением нового дня. Однако раны и смерти других людей в новый день не переносятся.
Если Хоппер серьёзно влияет на определённую ситуацию, связанные события иногда меняются. Это в основном приводит к тому, что определённые люди просыпаются утром с новым отношением или с изменившимся взглядами на некоторые вещи и события, на которые воздействовал Хоппер в предшествующем цикле дня. Изменения могут быть обращены, как то: чувства Риты к Хопперу в 11, 12 и 13 эпизодах.
Бретт Хоппер пробыл во временной петле 47 дней.

## Герои и актёры

### Главные герои
| Актёр                | Герой          | Герой (англ.)   | Роль |
| -------------------- | -------------- | --------------- | --- |
| Тэй Диггз            | Бретт Хоппер   | Brett Hopper    | главный герой сериала. Детектив, которого подставили в убийстве помощника окружного прокурора Альберто Гарса |
| Мун Бладгуд          | Рита Шелтон    | Rita Shelten    | девушка Бретта. Она медсестра и является мишенью для тех, кто подставил Бретта |
| Мета Голдинг         | Дженифер Мэтис | Jennifer Mathis | сестра Бретта. Работает учительницей в школе |
| Виктория Пратт       | Андреа Баттл   | Andrea Battle   | напарник Бретта, детектив. В её отношении проводится внутреннее расследование из-за подозрительной сделки, которую она провела с её информатором «Слимом». У неё романтические отношения с Эдди Райзом, бывшим полицейским, имеющим пристрастие к наркотикам |
| Рамон Родригес (Eng) | Демьен Ортис   | Damien Ortiz    | информатор Бретта. Член банды, обратившийся против своей же банды. Укрытие, в котором он находился, подверглось нападению ночью, накануне повторяющегося дня, но ему удалось сбежать                                                                         |
| Адам Болдуин         | Чед Шелтон     | Chad Shelten    | бывший напарник Бретта. Детектив в отделе внутренних расследований и бывший муж Риты Шелтон |

### Второстепенные герои
| Актёр                | Герой            | Герой (англ.)    | Роль                                                                  |
| -------------------- | ---------------- | ---------------- | --------------------------------------------------------------------- |
| Митч Пиледжи         | Армен Спивак     | Armen D. Spivak  | Детектив, грабёж/убийства                                             |
| Дейл, Иэн Энтони     | Кристофер Чой    | Christopher Choi | Детектив, грабёж/убийства                                             |
| Джо Нейвз            | Фенсик           | Fencik           | «Загадочный человек»                                                  |
| Мишель Макгреди      | Бухалтер         | Buchalter        | «Загадочный человек»                                                  |
| Джим Бивер           | Ник Вукович      | Nick Vukovic     | Полицейский в отставке, бывший напарник отца Бретта                   |
| Дон Франклин (Eng)   | Рендал Метис     | Randall Mathis   | Директор школы, муж Дженифер (сестры Бретта)                          |
| Майкл Б. Сильвер     | Нетан Бакстер    | Nathan Baxter    | Окружной прокурор                                                     |
| Бахар Сумех          | Марго Кларк      | Margot Clarke    | Женщина из кофейни, попадающая под автобус. Секретарь судьи Нитцберга |
| Джонатан Бенкс       | Конрад Детвайлер | Conrad Detweiler | «Загадочный человек»                                                  |
| Нестор Карбонель     | Эдди Рейес       | Eddie Reyes      | Любовник Андреа, бывший полицейский                                   |
| Джон Гетц            | Тобиас Бут       | Tobias Booth     | Член городского совета                                                |
| Эрик Штейнберг (Eng) | Данни Ян/«Слим»  | Danny Yan/«Slim» | Наркодилер                                                            |
| Джон Рубинштейн      | Барри Колберн    | Barry Colburn    | Адвокат                                                               |
| Клейтон Ронер (Eng)  | Джаред Прайор    | Jared Pryor      | Человек, также попавший во временную петлю                            |

## Эпизоды
Название каждого эпизода (кроме самого первого) начинается со слов «Что если…» (англ. «What If...» ).

## Международные вещатели
| Страна         | Телесеть      | Премьера сериала     | График показа     |
| -------------- | ------------- | -------------------- | ----------------- |
| США            | ABC           | 15 ноября 2006 года  | (отменён)*        |
| Канада         | Global        | 15 ноября 2006 года  | (отменён)         |
| Фиджи          | Fiji One      | 13 февраля 2007 года | Вторник 21:05     |
| Австралия      | Seven Network | 2007                 |                   |
| Франция        | TF1           | 2007                 |                   |
| Новая Зеландия | TV2           | 10 апреля 2007 года  | Суббота 23:00     |
| Великобритания | Bravo         | 7 марта 2007 года    | Среда 22:00       |
| Испания        | Cuatro TV     | 2007                 |                   |
| Швеция         | Kanal 5       | 7 мая 2007 года      | Понедельник 21:55 |
| Нидерланды     | Veronica      | 6 июня 2007 года     | Среда 22:10       |
| Турция         | DiziMax       |                      |                   |
| Россия         | ТВ3           |                      |                   |

*Все 13 эпизодов доступны на сайте ABC.com.